# Lophocampa aenone
Lophocampa aenone är en fjärilsart som beskrevs av Butler 1878. Lophocampa aenone ingår i släktet Lophocampa och familjen björnspinnare. Inga underarter finns listade i Catalogue of Life.